# جيزيلا شتاين
جيزيلا شتاين (بالألمانية: Gisela Stein)‏ هي ممثلة ألمانية، ولدت في 2 أكتوبر 1934 باشوينواويشتشه في بولندا، وتوفيت في 4 مايو 2009 في ألمانيا. من الجوائز التي نالتها النيشان البافاري الماكسيميلياني للعلوم والفن سنة 1999 ووسام الاستحقاق البافاري.

## جوائز
- النيشان البافاري الماكسيميلياني للعلوم والفن (1999)
- وسام الاستحقاق البافاري

## وصلات خارجية
- جيزيلا شتاين على موقع IMDb (الإنجليزية)
- جيزيلا شتاين على موقع مونزينجر (الألمانية)
- جيزيلا شتاين على موقع ألو سيني (الفرنسية)
- جيزيلا شتاين على موقع أول موفي (الإنجليزية)
- جيزيلا شتاين على موقع قاعدة بيانات الأفلام السويدية (السويدية)
- جيزيلا شتاين على موقع كينوبويسك (الروسية)